# Rivalités dans le football en Lombardie
Outre le grand derby de Milan, il existe de nombreuses rivalités locales en Lombardie entre les divers clubs de football de la région.

## Brescia-Atalanta Bergame
La principale rivalité oppose sans aucun doute le Brescia Calcio et l'Atalanta Bergame. En effet, plus que les clubs, ce sont bien les deux villes qui sont historiquement opposées: Brescia et Bergame sont deux villes qui ont toujours lutté pour asseoir leur pouvoir sur le nord de la Lombardie, notamment lorsqu'il s'agit de luttes de territoires (les deux villes étant capitales de province), pour s'approprier des espaces économiquement vitaux, comme ce fut et comme c'est toujours le cas concernant le Val Camonica. L'essor du football dans la région a donc indéniablement eu un impact sur cette rivalité, puisque les rencontres de entre les deux équipes ont exacerbé l'opposition entre "bergamaschi" et "bresciani". Etant souvent des matchs tendus, les rencontres entre les deux clubs le furent particulièrement dans les années 1990, le phénomène des mouvements ultras et des groupes de supporteurs étant à son apogée, ces groupes, comme Brescia 1911 par exemple, mettaient une ambiance impressionnante grâce à toutes sortes de chants, tifos, etc.
Le premier derby a eu lieu en 1920, se soldant par un match nul 1-1.
En 2008, les deux équipes s'étaient rencontrées 52 fois lors de championnats professionnels, dont 2 fois avant 1929, 24 fois en Serie A et 26 fois en Serie B.
Voici le tableau récapitulatif des rencontres:
| Equipe   | Jouées | Gagnées | Perdues | Nuls |
| -------- | ------ | ------- | ------- | ---- |
| Brescia  | 52     | 20      | 14      | 19   |
| Atalanta | 52     | 14      | 20      | 19   |

## Brescia-Inter
C'est la rivalité la plus ancienne, à défaut d'être la plus importante: en effet, la première rencontre fut organisée en 1915, et ce sont les intéristes qui s'imposèrent facilement sur le score de 8-0 à l'aller à Milan, venant ensuite gagner 2 à 0 au retour à Brescia. En fait, c'est surtout le jumelage entre Brescia et le Milan AC qui a créé la rivalité des nord-lombards avec l'Inter.
Statistiques des rencontres Brescia-Inter en 2008:
| Equipe  | Jouées | Gagnées | Perdues | Nuls |
| ------- | ------ | ------- | ------- | ---- |
| Brescia | 60     | 6       | 38      | 16   |
| Inter   | 60     | 38      | 6       | 16   |

## Atalanta-Milan AC
Étant donné le jumelage entre Brescia et le Milan AC, la rivalité est forcément importante entre l'Atalanta Bergame et les Rossoneri. Le bilan des bergamasques face aux milanais n'est pas bon: à la fois du point de vue historique et du point de vue statistique. En effet, historiquement, si la première confrontation se déroule en 1920, l'Atalanta ne parvient à faire un match nul qu'en 1938, et pire encore, ne gagne pour la première fois qu'en 1941.
Le tableau statistique, qui se prolonge jusqu'en 2008, est sans appel :
| Equipe   | Jouées | Gagnées | Perdues | Nuls |
| -------- | ------ | ------- | ------- | ---- |
| Atalanta | 106    | 18      | 51      | 37   |
| Milan    | 106    | 51      | 18      | 37   |

## Autres rivalités locales

### Côme-Varèse
Le derby entre Côme et Varèse, c'est un peu le "derby des lacs", les deux villes alpines étant situées à proximité d'un lac portant leur nom.
Jusqu'à août 2010, 57 derbys ont été joués entre ces deux clubs. Ils se résument ainsi :
| Total des matchs joués | Victoires de Côme | Nuls | Victoires de Varèse |
| ---------------------- | ----------------- | ---- | ------------------- |
| 57                     | 19                | 18   | 20                  |

### Busto Arsizio-Legnano
La rivalité entre ces deux villes est d'abord une rivalité entre deux clubs : Pro Patria, et le Legnano. On l'appelle le derby de l'Alto Milanese. En effet, l'Alto Milanese (parfois écrit Altomilanese) est la plus grande région industrielle de Lombardie. Elle est située au nord-ouest de Milan, à cheval entre la province de Varèse et la province de Milan est traversée par de nombreuses routes, autoroutes et abrite l'Aéroport de Milan Malpensa. C'est donc un carrefour économique majeur. Or les deux villes concernées ici sont les deux plus grandes municipalités de cette région. Il existe donc un rapport de force important entre les deux cités pour "dominer" cet espace industriel. En dépit du piètre niveau des deux équipes, qui ne se sont affrontées que six fois au sein de l'élite, la rivalité entre ces communes transparaît profondément lors des oppositions de football.
Au total, entre 1928 et février 2009, on peut synthétiser l'historique des rencontres toutes compétitions confondues (y compris non officielles) ainsi :
| Total des matchs joués | Victoires de Pro Patria | Nuls | Victoires de Legnano |
| ---------------------- | ----------------------- | ---- | -------------------- |
| 104                    | 42                      | 34   | 28                   |

Sur toutes ces rencontres, 6 ont été jouées en Serie A, 10 en Serie B, et 34 en 3e division. Les autres ont été organisées dans d'autres cadres.